# Soraya Rahim Sobhrang
Soraya Rahim Sobhrang (em persa: ثریا رحیم صبحرنگ) é uma política, médica e activista de direitos humanos afegã que serviu como comissária dos direitos das mulheres na Comissão Independente de Direitos Humanos do Afeganistão .
Sobhrang nasceu em Herat e completou a faculdade de medicina na Universidade de Cabul . Mais tarde, emigrou para a Alemanha. Sobhrang regressou ao Afeganistão em 1981 para trabalhar como vice-ministra técnica e política do Ministério de Assuntos da Mulher. Em março de 2006 ela foi nomeada pelo presidente Hamid Karzai como ministra dos assuntos da mulher, mas a sua candidatura não foi aprovada pela Câmara do Povo. Ela recebeu o Prémio Linha de Frente 2010 para Defensores de Direitos Humanos em Risco.